# Skärpegölen
Skärpegölen är en sjö i Vetlanda kommun i Småland och ingår i Emåns huvudavrinningsområde. Sjöns area är 0,019 kvadratkilometer och den befinner sig 173 meter över havet.